# Grysik ziemniaczany
Grysik ziemniaczany (grys ziemniaczany) – półprodukt spożywczy, uzyskany w wyniku zmielenia tzw. krajanki, czyli z posortowanych, umytych i pokrojonych ziemniaków, poddanych ewentualnemu blanszowaniu a w końcu suszeniu. Ma postać drobnej, sypkiej kaszki o barwie od kremowej do żółtej.
Grysik ziemniaczany zawiera ok. 10% wody. W przemyśle spożywczym wykorzystywany jest jako składnik potraw ziemniaczanych, takich jak kluski, knedle czy też placki ziemniaczane.